# Александровська сільська рада (Локтівський район)
Алекса́ндровська сільська рада (рос. Александровский сельский совет) — сільське поселення у складі Локтівського району Алтайського краю Росії.
Адміністративний центр — село Александровка.

## Населення
Населення — 431 особа (2019; 616 в 2010, 836 у 2002).

## Склад
До складу сільської ради входять:
| Населений пункт     | Населення, осіб (2002) | Населення, осіб (2010) |
| ------------------- | ---------------------- | ---------------------- |
| Александровка, село | 612                    | 461                    |
| Павловка, село      | 224                    | 155                    |